# الفرع الإقليمي العربي للمجلس الدولي للأرشيف
الفرع الإقليمي العربي للمجلس الدولي للأرشيف ويعرف اختصارا بأربيكا (ARBICA) هو أحد فروع المجلس الدولي للأرشيف ويغطي البلدان العربية. وقد تأسس عام 1972. وانتقل مقره بين عدد من العواصم العربية، وأولها بغداد ثم تونس وأخيرا الجزائر.

## أهدافه
أهدافه:
تتمثل الأهداف العامة للأربيكا فيما يلي:
- إقامة العلاقات وتعزيزها والمحافظة على استمرارها بين العاملين في الأرشيف في جميع بلدان المنطقة، وبين جميع المؤسسات والمنظمات المهنية التي لها علاقة برعاية وتنظيم وإدارة الأرشيف،
- دعم جميع التدابير المتخذة لصيانة وحماية التراث الأرشيفي للمنطقة، والدفاع عنه ضد أي نوع من المخاطر وتحقيق الازدهار في جميع النواحي والوجوه المتعلقة بإدارة وصيانة هذا التراث الأرشيفي،
- تسهيل الاستفادة من المواد الأرشيفية في المنطقة عن طريق التعريف بها بشكل أوسع، وتشجيع كل ما يسهل استعمالها والاستفادة منها،
- تشجيع وتنظيم وتنسيق الفعاليات الخاصة بالحقل الأرشيفي في المنطقة،
- ضمان التدريب المهني للعاملين في الأرشيف في المنطقة،
- التعاون مع المنظمات والمؤسسات الأخرى التي لها علاقة بتوثيق الخبرة الإنسانية والاستفادة منها،
- القيام بإنجاز أهداف ومساعي المجلس الدولي للأرشيف.

## أنشطته
نظم الأربيكا عدة أنشطة من ندوات ومؤتمرات واجتماعات في عدة عواصم عربية لتناول العديد من الموضوعات المتعلقة بالوثائق العربية. ومن بينها الندوة التي انعقدت في الرياض فيما بين 13 و16 ماي 2001 حول الوثائق العثمانية من الأرشيفات العثمانية في الأرشيفات العربية والتركية وقد صدرت هذه الندوة في 2009 ضمن العدد الثاني والعشرين من مجلة الأربيكا التي تحمل عنوان الوثائق العربية.

## المكتب التنفيذي
يسير الأربيكا مكتب تنفيذي يتركب من رئيس، ونائبين للرئيس وأمين عام. يقع انتخابهم في مؤتمر الأربيكا. وقد تداول على رئاسته عدد من المهنيين من بلدان عربية مختلفة. أما حاليا فيتركب المكتب من العناصر التالية:
- الدكتور حمد بن محمد الضوياني، رئيس هيئة الوثائق والمحفوظات الوطنية بسلطنة عمان، رئيسا
- الدكتور محمد الطاهر الجراري،مدير مجلس إدارة المركز الليبي للمحفوظات والدراسات التاريخية – الجماهيرية الليبية، نائبا أول للرئيس
- الدكتور طلال بن خالد الطريفي، المشرف علي المشروعات والبرامج العلمية لدارة الملك عبد العزيز– المملكة العربية السعودية، نائبا ثانيا للرئيس
- الدكتورة نيفين محمد محمود رئيس دار الوثائق القومية -مصر أمينا عاما

## رؤساؤه
- سالم ألألوسي (العراق)/وزير سابق
- محمد إبراهيم أبو سليم (السودان)
- عبد الجليل التميمي (تونس)/
- المنصف الفخفاخ (تونس)/ (- 1998)
- عبد الكريم بجاجة (الجزائر)/ (1998-2000)، وكلف بعده بالرئاسة بالنيابة آخرون إلى عام 2002.
- عبد الله الريس (الإمارات العربية المتحدة)/ (2002-2006)
- عبد المجيد الشيخي (الجزائر) (2006-2014)
- الدكتور/ حمد بن محمد الضوياني (سلطنة عمان) (2014-)